# Rhein-Pfalz-Kreis
Huyện Rhein-Pfalz là một huyện (Kreis) ở phía đông của bang Rheinland-Pfalz, Đức.
Các đơn vị giáp ranh (từ phía bắc theo chiều kim đồng hồ là: thành phố Worms, Bergstraße (huyện), Mannheim, Frankenthal và Ludwigshafen, Rhein-Neckar, Speyer, các huyện Karlsruhe, Germersheim, Südliche Weinstraße và Bad Dürkheim.
Huyện được lập năm 1886 với tên Bezirksamt Ludwigshafen theo một trong những sắc lệnh cuối cùng của vua Ludwig II của Bavaria. Dân số khu vực xung quanh Speyer đã tăng nhanh chóng. Năm 1969, các huyện Speyer và Ludwigshafen và một số khu vực của các huyện Frankenthal và Neustadt đã được sáp nhập lại để lập huyện mới Ludwigshafen.
Ngày 19 tháng 5 năm 2003, huyện đã được đổi tên thành "huyện Rhein-Pfalz" kể từ năm 2004.
Huyện nằm trong thung lũng sông Rhine.

## Thị xã và đô thị

### Các đô thị không thuộcVerband
|  |  | Altrip                        | 7 808 dân  | 10.5 km² |
|  |  | Bobenheim-Roxheim             | 9 967 dân  | 20.5 km² |
|  |  | Böhl-Iggelheim                | 10 533 dân | 32.8 km² |
|  |  | Lambsheim                     | 6 268 dân  | 12.8 km² |
|  |  | Limburgerhof                  | 10 834 dân | 9 km²    |
|  |  | Mutterstadt                   | 12 576 dân | 20.5 km² |
|  |  | Neuhofen                      | 7 207 dân  | 12.3 km² |
|  |  | Römerberg Sitz: Heiligenstein | 9 194 dân  | 27.9 km² |
|  |  | Stadt Schifferstadt           | 19 392 dân | 28 km²   |

### Verbandsgemeinden
|  |  | Verbandsgemeinde Dannstadt- Schauernheim |                             | 13 022 dân | 33.2 km² |
|  |  |                                          | Dannstadt- Schauernheim *   | 7 033 dân  | 15.3 km² |
|  |  |                                          | Hochdorf- Assenheim         | 3 113 dân  | 9.7 km²  |
|  |  |                                          | Rödersheim- Gronau          | 2 876 dân  | 8.2 km²  |
|  |  | Verbandsgemeinde Dudenhofen              |                             | 11 304 dân | 27.1 km² |
|  |  |                                          | Dudenhofen                  | 5.812 dân  | 13 km²   |
|  |  |                                          | Hanhofen                    | 2 410 dân  | 5.8 km²  |
|  |  |                                          | Harthausen                  | 3 082 dân  | 8.4 km²  |
|  |  | Verbandsgemeinde Heßheim                 |                             | 9 719 dân  | 24.9 km² |
|  |  |                                          | Beindersheim                | 3 054 dân  | 5.7 km²  |
|  |  |                                          | Großniedesheim              | 1 391 dân  | 3.8 km²  |
|  |  |                                          | Heßheim                     | 3 060 dân  | 5.8 km²  |
|  |  |                                          | Heuchelheim bei Frankenthal | 1 272 dân  | 5.8 km²  |
|  |  |                                          | Kleinniedesheim             | 942 dân    | 3.9 km²  |
|  |  | Verbandsgemeinde Maxdorf                 |                             | 12 687 dân | 16.9 km² |
|  |  |                                          | Birkenheide                 | 3 192 dân  | 2.9 km²  |
|  |  |                                          | Fußgönheim                  | 2 484 dân  | 6.7 km²  |
|  |  |                                          | Maxdorf *                   | 7 011 dân  | 7.4 km²  |
|  |  | Verbandsgemeinde Waldsee                 |                             | 8 691 dân  | 28.5 km² |
|  |  |                                          | Otterstadt                  | 3 361 dân  | 15.6 km² |
|  |  |                                          | Waldsee *                   | 5 330 dân  | 12.9 km² |

*thủ phủ của Verbandsgemeinde